# HD32549
HD32549 — хімічно пекулярна зоря спектрального класу B9, що має  видиму зоряну величину в смузі V приблизно  4,7.
Вона  розташована на відстані близько 400,2 світлових років від Сонця.

## Фізичні характеристики
Зоря HD32549 обертається 
порівняно повільно 
навколо своєї осі. Проєкція її екваторіальної швидкості на промінь зору становить  Vsin(i)= 39км/сек.
Телескоп Гіппаркос зареєстрував  фотометричну змінність  даної зорі з періодом    4,64 доби в межах від  Hmin= 4,67 до  Hmax= 4,64.

## Пекулярний хімічний вміст
Зоряна атмосфера HD32549 має підвищений вміст 
Si
.

## Магнітне поле
Спектр даної зорі вказує на наявність магнітного поля у її зоряній атмосфері.
Напруженість повздовжної компоненти поля оціненої з аналізу
крил ліній Бальмера
становить   50,2± 132,9 Гаус.